# Pasaporte de Liechtenstein
Los pasaportes de Liechtenstein se expiden a ciudadanos de Liechtenstein para viajes internacionales. Además de servir como prueba de ciudadanía de Liechtenstein, facilitan el proceso de obtención de asistencia de funcionarios consulares de Liechtenstein en el extranjero (o misiones de Suiza en caso de que no haya una representación de Liechtenstein disponible).
El pasaporte, junto con el documento de identidad de Liechtenstein, permite la libertad de circulación en cualquiera de los estados de la AELC y el EEE. Esto se debe a que Liechtenstein es un estado miembro de la AELC, y en virtud de que también es miembro del Espacio Económico Europeo (EEE) y parte del Área Schengen.

## Apariencia física
Los pasaportes de Liechtenstein son azules. Cuentan con el escudo de armas de Liechtenstein estampado en el centro. Las palabras "FÜRSTENTUM LIECHTENSTEIN" (Principado de Liechtenstein) están inscritas encima del escudo de armas, con "REISEPASS" (pasaporte) y el símbolo del pasaporte biométrico internacional situados debajo.

## Efecto de la ciudadanía de Liechtenstein
Los ciudadanos de Liechtenstein pueden residir en Suiza. Además, los ciudadanos de Liechtenstein pueden establecer su residencia en cualquier estado miembro del EEE, al ser un estado miembro del Espacio Económico Europeo (EEE).
Los ciudadanos de los Estados miembros del EEE, que comprenden la Unión Europea y tres de los cuatro estados de la Asociación Europea de Libre Comercio (Islandia, Liechtenstein y Noruega) cuentan con la libertad de viajar y trabajar en cualquier país del EEE sin visado, aunque existen disposiciones transitorias que pueden restringir los derechos de los ciudadanos de los nuevos Estados miembros a trabajar en otros países.

## Requisitos de visado

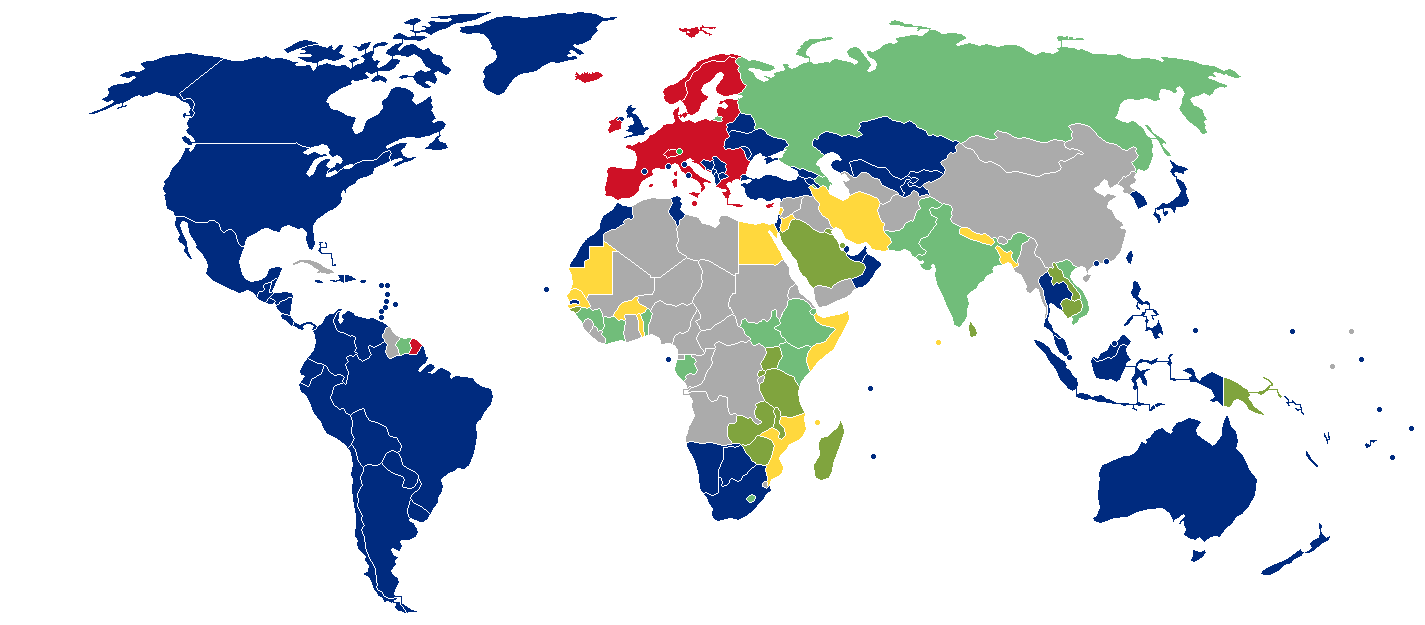
Requerimentos de visa

En marzo de 2020, los ciudadanos de Liechtenstein tenían acceso sin visado o con visado a la llegada a 179 países y territorios, lo que ubica al pasaporte de Liechtenstein en el puesto 12 en términos de libertad de viaje en general, estando en la posición más baja de los Estados miembros de la AELC, según el Índice de restricciones de Visa.
En 2017, la nacionalidad de Liechtenstein ocupa el puesto decimocuarto en el Índice de Calidad de la Nacionalidad. Este índice es diferente del Índice de restricciones de Visa, ya que se centra en factores externos, aunque también se valora el poder del pasaporte. Este índice considera además factores internos como la paz, la estabilidad, la fortaleza económica y el desarrollo humano.
Como estado miembro de la Asociación Europea de Libre Comercio (AELC), los ciudadanos de Liechtenstein cuentan con libertad de movimiento para vivir y trabajar en otros países de la AELC, de conformidad con la convención de la AELC. Además, en virtud de la membresía de Liechtenstein en el Espacio Económico Europeo (EEE), los ciudadanos de Liechtenstein también disfrutan de libertad de movimiento dentro de todos los Estados miembros del EEE. La Directiva sobre derechos de los ciudadanos define el derecho de libre circulación de los ciudadanos del EEE, y todos los ciudadanos de la AELC y de la UE no sólo están exentos de visado, sino que también cuentan con el derecho legal a ingresar y residir en los otros Estados miembros.